# Роговский, Евгений Францевич
Евге́ний Фра́нцевич Рого́вский (7 июля 1888, Саратов — 1 марта 1950, Париж) — юрист, эсер-боевик, делегат Всероссийского Учредительного собрания, комиссар градоначальства Петрограда (1917), товарищ министра внутренних дел Временного Всероссиского правительства (1918), противник адмирала Колчака, политэмигрант.

## Биография

### Ранние годы. Эсер-боевик
Евгений Роговский родился 7 июля 1888 года в Саратове в дворянской семье судьи Франца Роговского. Евгений окончил Саратовскую гимназию, после чего учился на юридическом факультете Санкт-Петербургского университета. С 1905 года он являлся членом Партии социалистов-революционеров (ПСР), в которой входил в боевую организацию. Кроме того, он сотрудничал с журналом «Народная Сибирь».
В 1917 году находился в ссылке в Иркутске, служил помощником присяжного поверенного М. А. Кроля (или самим поверенным) и был знаком с эсерами А. Р. Гоцем, А. А. Краковецким, С. И. Файнбергом, А. Н. Кругликовым, Е. М. Тимофеевым.

### 1917. Иркутск. Комиссар Петрограда
После Февральской революции Евгений Роговский стал организатором народной милиции и членом Иркутского исполкома общественных организаций. При этом он «обращал внимание на внешность» — часто показывался верхом на прекрасной лошади, особенно во время манифестаций. Есть сведения, что милиция при Роговском, набранная из бывших ссыльных и солдат, морально упала ниже городовых былого времени и на воров почти не обращала внимания — порядка в городе не было.
Иркутские газеты тех лет связывали с именами Евгения Роговского и губернского комиссара И. А. Лаврова историю «продажи» иконы Святого Алексея, находившейся в управлении милиции.
Перебравшись вместе с И. Г. Церетели в том же году в столицу (19 марта), Роговский летом стал «по протекции эсеров» комиссаром градоначальства Петрограда: по версии писательницы Нины Берберовой, именно он арестовал В. М. Пуришкевича. Кроме того, он считался С. П. Мельгуновым «ненадёжным» человеком.

### Управляющим Ведомством государственной охраны КОМУЧа
После Октябрьской революции Роговский был избран делегатом Всероссийского Учредительного собрания от Алтайского округа по списку № 2 (эсеры и Совет крестьянских депутатов), в котором его фамилия была под № 47.
Во время Гражданской войны в первых числах августа 1918 года, Е. Ф. Роговский прибыл в Самару и вошёл в состав Комитета членов Учредительного собрания. Евгений Роговский стал председателем Совета управляющих ведомствами («премьер-министром») и, 9 августа, управляющим Ведомством государственной охраны КОМУЧа.
По мнению А. С. Соловейчика, в состав самарской милиции привлекались партийные эсеры, работавшие в боевых организациях. Кроме того, под видом членов ПСР в милицию проникли и большевики. В этот период органы охраны правопорядка «обрушились» на кадетов и офицеров. Как считал А. В. Луначарский, в расстрелах на территории КОМУЧа В. И. Лебедеву помогали эсеры П. Д. Климушкин и сам Роговский.
В сентябре 1918 года Е. Ф. Роговский избрался товарищем председателя Государственного совещания в Уфе. 29 сентября именно он огласил Акт об образовании Верховной власти — его подпись в этом документе стоит первой.

### Товарищ министра внутренних дел. Колчак
4 ноября 1918 года Роговский был назначен товарищем министра внутренних дел Временного Всероссийского правительства с исполнением обязанностей начальника департамента милиции, при том, что именно он стал «камнем преткновения» при формировании кабинета. «Напряженность ситуации иллюстрируется тем, что решительно оспаривается кандидатура Роговского» — так В. Н. Филипповскому (в Уфу) сообщал 23 октября из Омска Д. Ф. Раков. Против кандидатуры Роговского выступал адмирал Колчак: компромисс был достигнут, когда И. А. Михайлов вместо поста министра внутренних дел стал министром финансов, а Е. Ф. Роговский получил должность товарища министра и заведующего милицией (кроме того, он получил право участия в заседаниях Совета министров и самостоятельных докладов директории).
В ночь на 18 ноября 1918 года занимавшийся формированием партийного вооружённого милицейского отряда «для охраны Директории» Роговский был арестован в ходе колчаковского переворота, устроенного монархически настроенными казачьими офицерами. Содержался в отряде Ивана Красильникова, который позже рассказал, что Роговский сам планировал арест заговорщиков — и его просто опередили.
Роговский был выслан за границу вместе с Н. Д. Авксентьевым и В. М. Зензиновым. В Омске он получил от Верховного правителя Колчака несколько тысяч франков «на дорогу и содержание семьи». После он активно продолжал антисоветскую деятельность, выступал в поддержку восставшего в марте 1921 года Кронштадта.

### Эмиграция. Масон
Покидая Россию, Е. Ф. Роговский вместе со своими товарищами по Директории подписал «Заявление бывших членов временного всероссийского правительства о государственном перевороте в Омске». В эмиграции Евгений Роговский жил во Франции и состоял членом Парижской группы социалистов-революционеров. В 1923 году он вошёл в Комитет Лиги борьбы с антисемитизмом — был идейным руководителем этой организации. В 1923—1924 годах он входил в Общественный комитет помощи голодающим.
В 1924 году Роговский работал во Временном правительстве Сибирского землячества в Париже. В 1930 году он участвовал в парижском собрании Объединения земских и городских деятелей: член правления, член Исполнительного комитета, а также член комитета помощи российским гражданам за границей. В 1931 году Роговский стал почетным член корпорации Русского коммерческого института в Париже.
С 1925 года Е. Роговский являлся членом масонской ложи Северная звезда. Он входил в состав благотворительной комиссии ложи, одно время исполнял обязанности юридического делегата.

### Движение сопротивления. Последние годы
После оккупации Франции войсками Третьего рейха Роговский принимал участие в Движении Сопротивления (спасал евреев в Ницце). Он был инициатором посещения (12 февраля 1945 года) группой эмигрантов во главе с В. А. Маклаковым советского посольства в Париже; в тот день звучали поздравления и тост за победы Красной армии. В 1945 году, на учредительном собрании Объединения русской эмиграции для сближения с советской Россией, Е. Ф. Роговский вошёл в правление «как руководитель русского масонства».
С 1945 года Роговский был директором Русского дома отдыха в Жуан-ле-Пэн (фр. Juan les Pins) на Лазурном берегу (департамент Приморские Альпы): по воспоминаниям очевидцев он подолгу сидел у постели больного И. А. Бунина. С 1946 года Роговский входил в комитет Очага для русских евреев-беженцев в Париже.
Евгений Францевич Роговский скончался во французской столице в 1950 году (1 марта) и был похоронен на кладбище Пасси.

## Мнения современников
Управляющий ведомством труда КОМУЧа И. М. Майский считал, что Е. Ф. Роговский оказался «весьма посредственным» председателем, а «государственной охраны совсем не сумел организовать».
Очевидец событий в Омске Лев Арнольдов называл Роговского «Дзержинским при Директории».

## Семья
Жена: Софья Алексеевна — позже повторно вышла замуж.
Дети: дочь Екатерина — родилась в Братске.